# Cheemanahalli, Chintamani
Cheemanahalli là một làng thuộc tehsil Chintamani, huyện Kolar, bang Karnataka, Ấn Độ.